# 雷訥河
51°24′2.5″N 8°46′55.6″E / 51.400694°N 8.782111°E

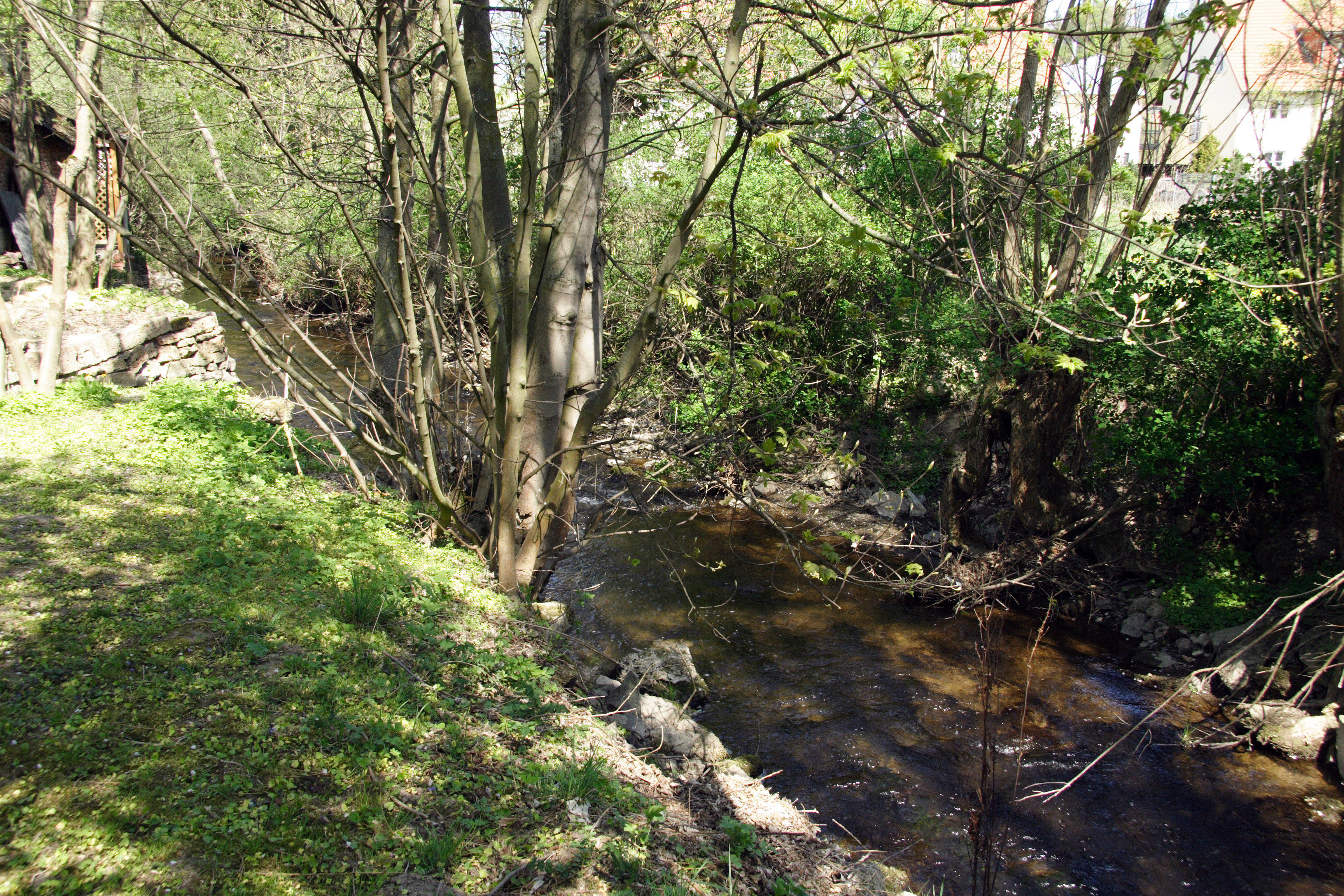

雷訥河（德語：Rhene）是一条德國河流，位於該國西部，它源于黑森州瓦尔代克-弗兰肯贝格县，在北萊茵-威斯特法倫州上绍尔兰县从南边注入迪默爾河，河道全長15公里，流域面積59.3平方公里。

## 河道
雷訥河的源头位于北黑森的西北，罗塔尔山的东北山麓。源头的海拔高度为550米，位于一座634.7米高的小山的西南坡上，位于迪默尔塞自然公园内，离迪默尔塞的市区施万比尔东南1.6千米。
雷訥河首先流过迪默尔塞区域，最初向东，然后向北东北，组成迪默尔塞自然公园东边边界的一部分，然后流向北西北。它流过一座可以被参观的矿，此后它的河谷越来越深，越来越窄，两边的山坡上密布森林。
雷訥河流入北萊茵-威斯特法倫州后在马尔斯贝格的市区帕德贝各东南东1.1千米初注入迪默爾河，河口的海拔高度为301米。

## 支流和流域
雷訥河有两条约5千米长的小溪作为支流，它的总流域面积为59297平方千米。

## 分水岭
雷訥河的河源位于一座分水岭上。雷訥河向北注入迪默爾河最后纳入威悉河，在不远处发源的雷納河则向南通过內爾達爾河、維爾德河、奧爾克河和埃德河向东注入富尔达河然后向北合并入威悉河。